# فرط تريبتوفان الدم
فرط تريبتوفان الدم اضطراب استقلابي نادر ينتقل بالوراثة الجسدية المتنحية ويسبب تراكمًا هائلًا للحمض الأميني تريبتوفان في الدم، فتظهر الأعراض الناتجة عن ذلك ومنها بيلة التريبتوفان.
تظهر مستويات مرتفعة من التريبتوفان أيضًا في داء هارتنب، وهو اضطراب في نقل الأحماض الأمينية. لكن زيادة التريبتوفان في هذا الاضطراب بسيطة جدًا مقارنةً بالزيادة المشاهدة في فرط تريبتوفان الدم.

## الأعراض والعلامات
يظهر عدد من الشذوذات والأعراض المرافقة لفرط تريبتوفان الدم
تشمل التأثيرات العضلية الهيكلية: التقفع العضلي في المرفقين والمفاصل بين السلامية للأصابع والإبهام (خاصة السلاميات البعيدة) والقدم المسطحة والانحراف الزندي في أصابع كلتا اليدين (ميزة غير معتادة لكنها قابلة للتصحيح، تميل فيها الأصابع نحو الجانب الزندي من الساعد)، وآلام المفاصل والرخاوة وتقريب الإبهام (يظهر الإبهام مقتربًا من راحة اليد، بسبب تقلص العضلة المقربة لإبهام اليد).
تشمل الشذوذات السلوكية والتطورية: فرط النشاط الجنسي وفرط الحساسية الإدراكية وعدم الثبات الانفعالي (تقلب المزاج) والسلوك مفرط العدوانية. بالإضافة إلى فرط تباعد العينين والحول (خلل المحاذاة) وقصر النظر.
من الناحية الأيضية، يؤدي فرط تريبتوفان الدم إلى بيلة التريبتوفان وتكون مستويات التريبتوفان في المصل مرتفعة جدًا، تتجاوز 650% من الحد الأقصى في بعض الحالات (المستوى الطبيعي: 25-73 ميكرومول/لتر).
ينتج الإندول عن الاصطناع الحيوي البكتيري للتريبتوفان. ويؤدي فائض التريبتوفان في فرط تريبتوفان الدم إلى إفراز كمية كبيرة من أحماض الإندوليك. تشير هذه النتائج إلى وجود عيب خلقي محتمل في المسار الأيضي الذي يحوّل التريبتوفان إلى كينورينين.
يعتقد أن فرط تريبتوفان الدم يتبع الوراثة الجسدية المتنحية. ما يعني أن الجين المَعيب المسؤول عن الاضطراب موجود على صبغي جسمي، وتلزم نسختان من الجين المعيب (واحدة موروثة من كل والد) كي يولد الفرد مصابًا بالاضطراب. يحمل والدا الفرد المصاب بالاضطراب الوراثي الجسدي المتنحي نسخة واحدة من الجين المعيب، لكنهما لا يعانيان من علامات المرض أو أعراضه.

## الفيزيولوجيا المرضية
لم تُكتشف حتى الآن طفرة جينية أو عوز أنزيمي محدد مسؤول عن فرط تريبتوفان الدم. تفسر الكثير من العوامل المعروفة المتعلقة باستقلاب التريبتوفان والكينورينين وجود شذوذات سلوكية تصاحب الاضطراب.
التريبتوفان حمض أميني أساسي، وضروري للاصطناع الحيوي للبروتين. يُستقلب الفائض من التريبتوفان بشكل أساسي من خلال مسار كينورينين في معظم الأنسجة، بما في ذلك أنسجة الدماغ والجهاز العصبي المركزي.
العيب الرئيسي المشتبه بأنه سبب فرط التريبتوفان يغير المسار الأيضي الذي يحول التريبتوفان إلى كينورينين، لذا فإن العلاقة المحتملة بين فرط التريبتوفان والتأثيرات المعروفة للكينورينين على وظيفة الخلايا العصبية والفيزيولوجيا العصبية والسلوك ذات أهمية خاصة.
يؤدي أحد الكينورينينات، المسمى حمض الكينورينيك، دورًا واقيًا للأعصاب بوصفه مناهضًا (حاصرًا) لمستقبلات النيكوتين والغلوتامات (المستقبلات التي تستجيب للناقلين العصبيين النيكوتين والغلوتامات). يتعارض هذا النشاط مع نشاط حمض الكينولينيك الناهض (الشادّ)، وهو كينورينين آخر، معروف بسميته العصبية. ارتبط نشاط حمض الكينولينيك بالاضطرابات التنكسية العصبية مثل مرض هنتنغتون، والفعالية العصبية لحمض الكينورينيك تعاكس هذا النشاط والسمية الاستثارية ذات الصلة والآثار العصبية الضارة المماثلة.
يشكل إفراز حمض الإندوليك مؤشرًا آخر على فرط تريبتوفان الدم. يرتبط الإندول بشكل غير مباشر بعملية أيض الكينورينين، ويؤثر على الوظيفة العصبية والسلوك البشري من خلال التفاعل مع قنوات الصوديوم المعتمدة على الجهد (بروتينات غشائية مدمجة تشكل قنوات أيونية، تسمح بمرور جهد العمل (كمون الفعل) المشبكي).